# Forte de Arguim

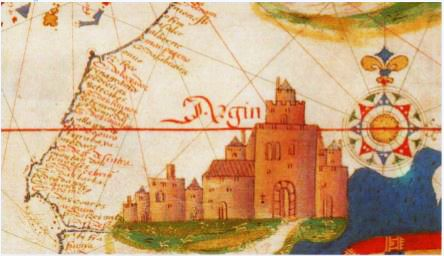
O Forte de Arguim numa carta portuguesa do século XVVI

Arguim foi um forte edificado no século XV pela coroa de Portugal na ilha de Arguim, na atual Mauritânia. Foi, provavelmente, a primeira fortificação construída de raiz fora de Portugal. Ali, comerciavam-se escravos e outros itens. Nos séculos XVII e XVIII a sua posse foi disputada entre portugueses, holandeses, ingleses e franceses e partes da estrutura original foram modificadas. Em 1728, após a ocupação francesa, os novos senhores destruíram completamente a estrutura, razão pela qual na atualidade não existem praticamente restos.

## Historia

### Chegada dos portugueses
O Castelo de Arguim foi o primeiro posto dos portugueses ao sul do Cabo Bojador, na costa do atual Saara Ocidental, Norte de África. Os europeus não ousavam ultrapassá-lo, pois existia todo o tipo de superstição, até que D. Henrique forçou Gil Eanes a realizar tal tarefa em 1434. A conquista deste posto foi muito importante para os negócios dos portugueses: ali comerciava-se ouro, goma-arábica, escravos e outros itens. 
Em 1442, os portugueses contornaram o Cabo Branco. Em 1443, Nuno Tristão explorou o Golfo de Arguim. Por volta de 1445, os portugueses, sob o reino de D. Afonso V, instalaram uma feitoria na ilha, onde havia água doce e peixes em abundância no golfo. A construção do Castelo foi iniciada em 1448, a mando do infante D. Henrique. Foi concluído em 1461 por Soeiro Mendes de Évora, que recebeu de D. Afonso V, em 26 de julho de 1464, carta régia que lhe conferia a capitania-mor da Ilha de Arguim. Nos anos 1480, o Castelo foi ampliado.
Na Furna de Arguim, como era chamada esta baía de recifes, ficava a ilha dos Coiros, principal centro de comércio de peles de toda a costa, e, para o sul, as ilhas das Garças, Naar e Tider (provavelmente ilhas de Kii, Cheddid e Tidra). Essas ilhas, com mar bonançoso, serviram de abrigo e repouso para as naus. 
Com a conquista da Guiné, na segunda metade do século XV, Arguim foi perdendo importância para os portugueses. No início do século XVI, o Castelo de Arguim abrigava 41 pessoas, sendo 18 soldados e 5 marinheiros. 
Por ali passaram madeirenses, como os tripulantes da caravela enviada por Zarco até ao Cabo dos Matos; Garcia Homem, genro do primeiro donatário do Funchal; Diogo Afonso, Dinis Eanes da Grã e João do Porto, que tiveram assento na Madeira. Dentro da fortaleza de Arguim havia uma capela sujeita à jurisdição eclesiástica do Funchal. Depois do desastre da vila de Santa Cruz de Cabo de Gué, em 1541, em que pereceram ou ficaram prisioneiros muitos madeirenses, o papa Paulo III autorizou, conforme requerido pelo Rei, a «demolir as igrejas dos lugares de África que Sua Alteza pretende desamparar por causa das dificuldades da defesa e do aumento do poder dos inimigos». No entanto, tal não deve ter ocorrido com a ilha de Arguim, pois o bispo do Funchal, D. Luís Figueiredo de Lemos, teve a doação de Arguim, do seu castelo e das pescas na costa de Atouguia e, em 1597, nas Constituições Sinodais, refere que «dispondo os casos da sua jurisdição… nela pôs um Ouvidor Eclesiástico». Além disso, antes de ser meio-cónego da Sé, o cronista Jerónimo Dias Leite foi vigário de Arguim. Esta fortaleza, nos inícios do século XVII, ainda teve obras, a cargo do engenheiro militar italiano que trabalhou para os reis espanhóis Leonardo Turriano.
Com a fundação da Cidade do Salvador, no Brasil, em 1549, houve um novo arranjo das navegações portuguesas no Atlântico. Na carreira das Índias, os navios passavam por Cabo Verde e pela Bahia, contornando a corrente do Golfo da Guiné. Em 1569, existiam apenas cerca de 30 pessoas em Arguim.
Em 1580, deu-se a União Ibérica. Em 1588, faleceu Diogo de Miranda, o Comendador de Arguim. Em 1592, o Rei de Portugal Felipe I (Felipe II da Espanha) confirmou a posse do Castelo, da pescaria e da Comenda de Arguim ao Conde de Atouguia, João Gonçalves de Ataíde, que fora cunhado Diogo de Miranda.

### O comércio de escravos
Durante grande parte do século XVI, Arguim foi um dos principais centros de exportação de escravos africanos para Portugal. A viagem entre a ilha mauritana e a Metrópole durava entre 20 dias e um mês e as perdas em vidas podem ser calculadas, segundo Saunders, entre os anos de 1501 e 1520, entre 1% e 5% do total de escravos. O comércio em Arguim desceu para cerca de 119 escravos por ano entre 1505 e 1508. Nos anos seguintes, porém, os números aumentaram; Mil e quarenta e cinco escravos foram aí comprados entre maio de 1519 e março de 1520 e o comércio ainda florescia, embora em um nível reduzido, em 1543.

### A chegada de rivais europeus
O comércio diminuiu nos anos seguintes e a coroa portuguesa ponderou abandonar Arguim. Uma consequência disto foi que em 1592 o forte e o direito aos pesqueiros foram doados pelo Rei de Portugal Filipe I (Filipe II de Espanha) ao Conde de Atouguia, João Gonçalves de Ataíde. O forte nessa altura contava com uma guarnição de 12 soldados e 4 artilheiros. No forte existiam 4 “colubrinas médias” e 2 “sacres”. No interior existia também uma igreja. 
Em 1595, o Castelo de Arguim foi saqueado por uma expedição francesa, que vinha de La Rochelle e seguia para atacar a Cidade do Salvador no Brasil. Os franceses teriam apoderado-se da imagem do santo do Castelo. Segundo a tradição, esse santo apareceu na Bahia e tornou-se no padroeiro de Salvador: Santo Antônio de Arguim.
No início do século XVII, existia uma vila de mouros, com cerca de 200 habitantes, perto do Castelo. Em 1607, o Castelo foi reestruturado, tornando-se uma fortaleza, com projeto do engenheiro Leonardo Torriani. Luís de Ataíde, 5º Conde de Atouguia manteve-se como possuidor do castelo até à conquista holandesa em 1633.
A 29 de janeiro de 1633, três navios holandeses da WIC (West-Indische Compagnie) chegaram perto de Arguin. Os holandeses tomaram uma embarcação dos habitantes locais ("mouros"), cuja tripulação lhes indicou o caminho e a localização do forte. Após o desembarque, os holandeses cercaram o forte. A 5 de fevereiro de 1633 a guarnição portuguesa rendeu-se e o forte foi ocupado pelos holandeses. Durante a época da ocupação holandesa (1633 a 1665 com uma breve ocupação inglesa em 1665) o forte prosperou. Os holandeses souberam estabelecer alianças com as populações indígenas e realizar um rico comércio com a Europa e os seus outros empórios tropicais. Em 1678, chegaram os franceses pela primeira vez. Os franceses fizeram outras três expedições para ocupar o forte, que foi contestada em diversas ocasiões pela Holanda e especialmente pela Inglaterra.

### Destruição e abandono
Em 1721 o forte foi ocupado brevemente pela armada da francesa Companhia das Índias, comandada pelo "chef d'escadre" Antoine Alexis de Perier de Salvert. Três anos depois o mesmo Perier de Salvert, após uma batalha que durou uma semana, voltou a tomar o forte, desta vez a título definitivo. No dia 21 de fevereiro foi erguido um altar ao pé do forte, foi celebrada uma missa e cantado o Te Deum ao som de três descargas de canhões e espingardas. No mesmo dia, Perier de Salvert elaborou o relatório da captura do Forte de Arguim
.
Durante o domínio inglês, foi proibido o comércio
em Arguim. Os ingleses queriam concentrar todas as suas operações comerciais no Senegal. Foi assim que, desde então, Arguim foi completamente abandonado, apesar da conquista do Senegal
pelos franceses em 1779 e a sua reintegração de posse em 1813.

## Características

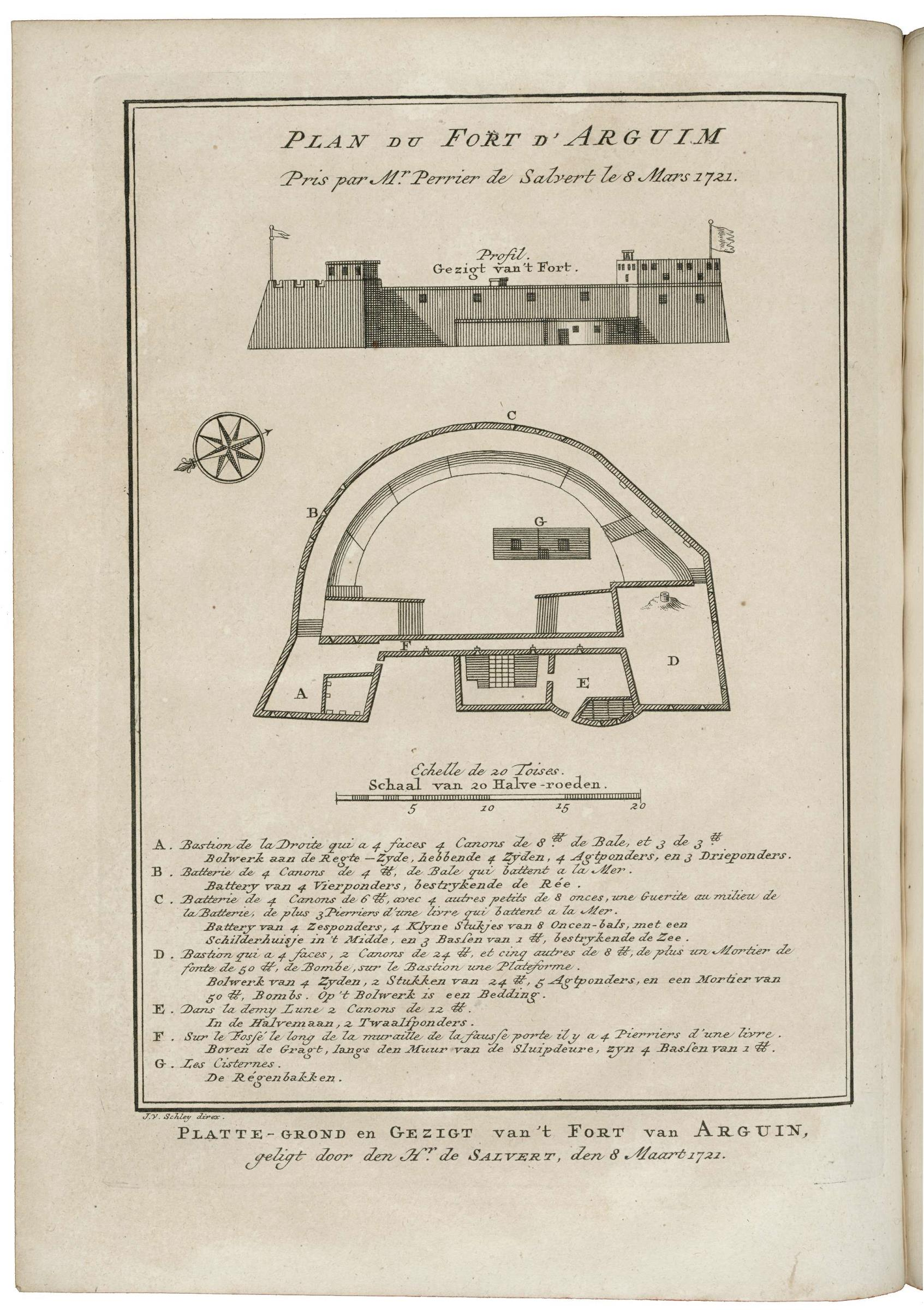
Plano do Forte de Arguim feita pelo Mr. Perier de Salvert o 8 de março de 1721

Os técnicos portugueses escolheram para construir o forte um rochedo da escarpa que, projectando-se para o mar que quase o rodeia, forma o extremo oriental da ilha
.
O capitão do corpo dos engenheiros do exército francês C. Fulcrand, que visitou o local em 1860, descreveu as ruínas do forte da seguinte forma:
Son enceinte, dont nous avons recconnu les traces, consistait en un gros mur extérieur. Ce mur suivait la forme demi-circulaire des bords du rocher du côté de la mer. Cette courbe est altérée dans la partie la plus orientale et sur un développement d'environ 40 mètres par une ligne polygonale composée de trois lignes droites complétant à peu de chose près cette demi-circonférence. Cela donnait à l'est quatre angles saillants très obtus aux deux saillants les plus méridionaux devaient se trouver deux petits demi-bastions. Tous les côtés avaient des faces et des flancs variant de -deux à. quatre mètres. Le demi-bastion sud-est au lieu d'avoir son flanc nord rectiligne était rattaché à la courtine de ce petit front par une tour débordant sa face principale d'environ deux métres.
Au milieu des restes des fondations dont une partie existe encore, on peut distinguer les traces des diverses maçonneries employées dans cette construction. La majeure partie des murs parait avoir été construite en bonne maçonnerie de moellons de grès trouvés dans l'île, en bonnes briques Manches et rouges.
Muito provavelmente a planta original do forte formava uma estrutura rectangular simples e modesta com aproximadamente 26 x 20 m e construída de madeira ou de pedra e argamassa de cal. De acordo com Rafael Moreira, tratava‐se de "um simples recinto quadrado com torre circular, que se manteve na ampliação seiscentista sob projecto de 1607 do engenheiro Leonardo Turriano". No seu interior o forte poderia albergar espaços para uma pequena guarnição de soldados e duas cisternas para armazenamento de água. 
Ao longo do século XVI, seriam acrescentadas várias estruturas. Ilustrações holandesas e francesas dos séculos XVII e XVIII mostram uma estrutura em forma semicircular que possuía dois baluartes no lado oeste. Os muros teriam uma altura máxima de cerca de 7 m e espaço para várias baterias de canhões.
A destruição total provocada pelos engenheiros franceses em 1728, e a ação dos elementos naturais e humanos ao longo dos séculos fizeram com que todos os vestígios do forte desaparecessem. No entanto, a sua estrutura é ainda facilmente perceptível através de imagens de satélite.
O engenheiro Fulcrand descreveu, para além do forte, duas cisternas na ilha a cerca de meio quilómetro a oeste das ruínas da cidadela. Na sua estimativa, estas duas cisternas forneceriam pelo menos mil metros cúbicos de água e poderiam fornecer água não só à guarnição e às caravanas, mas também a uma população bastante numerosa que viria instalar-se na ilha sob a proteção do forte.
Galeria de imagens do forte de Arguin
- O Forte de Arguim numa ilustração holandesa de ca. 1665
- Plano francês de ilha e do forte de Arguim (S. XVII?)
- Imagem do forte feita por um oficial francês em 1716
- Imagem do interior do forte e planta, ca. 1724

Example 1